# 西洞院時直
西洞院 時直（にしのとういん ときなお）は、安土桃山時代から江戸時代前期にかけての公家・歌人。参議・西洞院時慶の長男。官位は従二位・参議。西洞院家10代当主。後水尾天皇の側近。

## 経歴
天正13年（1585年）叙位。
天正20年（1592年）、元服し、従五位上侍従となる。少納言、右衛門督を経て、寛永3年（1626年）参議。寛永8年（1631年）、従二位となった。
歌人としても知られ、『参議時直卿集』が現存している。

## 系譜
- 父：西洞院時慶（1552-1640）
- 母：家女房
- 正室：川勝秀氏の娘
- 生母不明の子女
  - 次男：日勇（1604-1651）
  - 男子：西洞院時良
  - 女子：綾小路局 - 東福門院上臈
  - 女子：本多政重継室
  - 女子：藤堂吉正室
  - 女子：一条昭良側室
  - 女子：千秋季信室